# Tamolanica andaina
Tamolanica andaina är en bönsyrseart som beskrevs av Giglio-tos 1912. Tamolanica andaina ingår i släktet Tamolanica och familjen Mantidae. Inga underarter finns listade i Catalogue of Life.